# Rangjung Rigpey Dorje
De 16e gyalwa karmapa, Rangjung Rigpey Dorje (1924-1981) was de spiritueel leider van de karma kagyü, een van de belangrijkste scholen van het Tibetaans boeddhisme

## Biografie

De vlag die aan de karmapa's behoord sinds de zestiende karmapa

Rangjung Rigpey Dorje werd in de buurt van de Jangtsekiang in Denkhok, Kham (Oost-Tibet) geboren en was van jongs af aan gefascineerd door vogels. Nadat hij erkend werd als 16e karmapa ging hij op achtjarige leeftijd naar het klooster.
Tijdens zijn opleiding heeft hij alle kagyü transmissies ontvangen en is jarenlang door de sakya onderwezen. In het begin van de jaren '40 ging hij in retraite, eenzame meditatie in een grot, om vervolgens in 1947 samen met dalai lama Tenzin Gyatso een bedevaartstocht naar India te maken. Zijn opleiding vervolgde hij bij de tiende mindrolling trichen van de nyingmaschool en de opleiding werd afgerond met de kalachakraopleiding van de gelugschool. Na deze zeer uitgebreide opleiding begon hij zijn taken als lama en spiritueel leider in Tibet.
In 1959 vluchtte karmapa met 160 lamas uit Tibet. Tashi Namgyal, de Chögyal (koning) van Sikkim, bood hem land aan in het gebied rond Rumtek waar een klooster werd gebouwd. In 1966 was de bouw van het klooster gereed en heeft hij zich voornamelijk beziggehouden met de transmissie van het Tibetaans boeddhisme naar India en het Westen en heeft hij veel dharmacentra en kloosters gesticht. In 1974 verleende Paus Paulus VI hem een audiëntie. In 1977 ontmoette hij de Hopi-indianen in de Verenigde Staten en zij vertelden hem dat zijn komst eeuwen geleden voorspeld was.
Toen het communisme in Oost-Europa aan het afnemen was, vond hij het belangrijk dat er centra in het voormalig oostblok kwamen. Hij heeft het zelf niet meegemaakt, want Rangjung Rigpey Dorje overleed op 5 november 1981 in Zion, Illinois, Verenigde Staten en werd vervolgens gecremeerd in Rumtek.